# تشنغ وينشان
تشنغ وينشان (11 أكتوبر 1929 - 9 يوليو 2008) (بالصينية: 成文山) هو مدرس صيني شغل منصب رئيس جامعة خونان بين عامي 1982 و 1987.

## مسيرته
ولد تشنغ في خونان بتاريخ 11 أكتوبر 1929.
في ماي من سنة 1960 حصل على درجة الدكتوراه من جامعة سانت بطرسبرغ للهندسة المعمارية والمدنية.
انضم إلى الحزب الشيوعي الصيني في يونيو 1952.
التحق بقسم الهندسة المدنية بكلية الهندسة بجامعة خونان في مايو 1960، وتم ترقيته إلى أستاذ في عام 1983. وفي مارس من عام 1981 تم تعيينه نائباً لرئيس جامعة خونان.
بعد أن تم إنهاء هذا المنصب في فبراير 1982، أصبح رئيسا لجامعة خونان، واستمر في المنصب حتى أغسطس 1987.
في عام 2006، حصل على درجة الدكتوراه الفخرية من جامعة تشيبا باليابان.
في 9 يوليو 2008، توفي بسبب المرض في تشانغشا بخونان.